# Father's Beard
Father's Beard è un cortometraggio muto del 1914 diretto da Charles Ransom. Prodotto dalla Edison Company su un soggetto di Mark Swan, il film  era di genere comico e aveva come interprete William Wadsworth.

## Trama
Kennedy avrebbe sempre voluto avere una bella barba come quella che aveva sfoggiato suo padre. Questo suo desiderio, però, aveva incontrato l'opposizione di sua moglie e dei bambini. Kennedy decise così di approfittare di un lungo viaggio di lavoro per farsela crescere in pace: il risultato fu un barbone così folto e irsuto che lo rese completamente irriconoscibile. Il giorno stesso del suo ritorno a casa, l'intero villaggio era in tumulto per la notizia che un ladro aveva attaccato diverse persone. Sally, la pettegola locale, diffondeva la notizia e ogni volta che la raccontava le dimensioni e la ferocia dell'uomo aumentavano. Solo su un punto tutti i racconti erano concordi: il ricercato era dotato di un gran barbone. Le case furono poste in stato d'assedio e tutti erano pronti a dare all'intruso una calda accoglienza.

Al suo arrivo a casa, Kennedy trovò la porta sbarrata e i suoi sforzi per farsi aprire furono accolti con un secchio di acqua bollente. Mentre cercaca di forzare una finestra, gli venne sparato contro. La signora Kennedy, in preda al panico, scappò di casa con i figli. Lui, cercando di farsi riconoscere, si mise a inseguirla ma dovette scappare quando venne assalito dal poliziotto del villaggio e dai suoi amici. Riuscì a raggiungere la casa e a chiudervisi dentro, preso d'assedio dai concittadini. In quel momento si rese conto la era propria la sua bella barba a causargli tutti quei guai. Prese subito il rasoio, cominciando a radersi. Era a metà barba quando poliziotto, moglie, vicini e figli riuscirono a irrompere dentro. Il riconoscimento fu immediato e, da quel momento, Kennedy lasciò da parte l'idea di tenersi la barba.

## Produzione
Il film fu prodotto dalla Edison Company.

## Distribuzione
Distribuito dalla General Film Company, il film - un cortometraggio in una bobina - uscì nelle sale cinematografiche degli Stati Uniti il 5 ottobre 1914.